# Миљанић
Миљанић је јужнословенско презиме.
Познати људи са овим презименом су:
- Миљан Миљанић (1930–2012), фудбалер, тренер и администратор
- Миломир Миљанић (1963), народни певач
- Нико Миљанић (1892–1957), анатом и хирург